# Dennis Banks
Dennis J. Banks (w odżibwe Nowacumig, ur. 12 kwietnia 1937 w Leech Lake, zm. 29 października 2017 w Rochester) – amerykański Indianin z plemienia Czipewejów z rezerwatu Leech Lake, działacz społeczno-polityczny tubylczych Amerykanów, lider Ruchu Indian Amerykańskich (AIM) i okupacji Wounded Knee w 1973, organizator sztafetowych Świętych Biegów i Najdłuższych Marszy, nauczyciel, aktor i twórca.

## Życiorys
Urodzony w rezerwacie Czipewejów (ang. Chippewa, Ojibwa, nazwa własna Anishinabe) Leech Lake w stanie Minnesota, w młodym wieku trafił do prowadzonych przez Biuro do spraw Indian (ang. Bureau of Indian Affairs) szkół z internatami, w których indiańskim uczniom nie wolno było mówić w języku własnego plemienia. Po odbyciu służby wojskowej, jak wielu młodych Indian pozbawionych pracy i perspektyw, popadł w konflikt z prawem i trafił do więzienia za włamanie. Tam poznał innych młodych Indian w różny sposób doświadczonych przez trudną sytuację ekonomiczną i społeczną tubylczych Amerykanów i po wyjściu na wolność w 1968 roku, wspólnie z m.in. George’em Mitchellem, założył w Minneapolis Ruch Indian Amerykańskich (ang. American Indian Movement), mający pomagać tubylczym mieszkańcom aglomeracji Saint Paul-Minneapolis, a następnie także innych wielkich miast USA.
W latach 70. XX w. był jednym z głównych, obok Russella Meansa i Johna Trudella, liderów AIM, uczestnikiem wielu demonstracji i akcji protestacyjnych Ruchu w Dakocie Płd. i innych stanach zamieszkanych przez dyskryminowaną i prześladowaną wówczas często ludność tubylczą. Uczestniczył m.in. w tzw. Szlaku Złamanych Traktatów – marszu Indian z różnych części USA do Waszyngtonu, zakończonym w listopadzie 1972 roku tygodniową okupacją tamtejszej siedziby Biura do Spraw Indian (BIA).
Brał też udział w zamieszkach w budynku sądu w Custer w Dakocie Płd. w styczniu 1973 roku (starcia wybuchły, gdy uniewinniono białego zabójcę Indianina), a następnie w zorganizowanej przez AIM na prośbę lakockich tradycjonalistów z rezerwatu Pine Ridge 71-dniowej okupacji osiedla Wounded Knee wiosną 1973 roku. Jako jeden z przywódców tej głośnej akcji protestacyjnej północnoamerykańskich Indian w miejscu historycznej masakry Siuksów z 1890 roku zyskał wówczas opinię radykała, ale także rozgłos w kraju i za granicą oraz popularność wśród wielu młodych Indian i ludzi ze środowisk lewicowych.
Po wynegocjowaniu pokojowego zakończenia okupacji Wounded Knee wspólnie z Russellem Meansem stanął przed sądem za kierowanie zbrojnym protestem i inne zarzucane mu w związku z tym przestępstwa, ale w 1974 roku, po głośnym procesie, obaj zostali uniewinnieni ze względu na nadużycia popełnione podczas okupacji i procesu przez stronę rządową. Oskarżony także o udział w zamieszkach w Custer, nie stawił się przed sądem w 1975 roku i przez blisko dekadę unikał wymiaru sprawiedliwości, uzyskując schronienie najpierw u gubernatora Kalifornii Jerry’ego Browna i aktora Marlona Brando, a następnie w rezerwacie demonstrującego w ten m.in. sposób swą suwerenność plemienia Onondagów ze stanu Nowy Jork. W 1984 roku powrócił dobrowolnie do Dakoty Płd., by odbyć zaległą karę i – jak mówił – uporządkować swoje życie i móc zająć się rodziną oraz skuteczniejszą działalnością na rzecz Indian.
Przebywając w latach 1976–1986 w Kalifornii, ukończył studia na wydziale sztuki Uniwersytetu w Davis, a następnie uczył w indiańskim Koledżu D-Q (nazwa D-Q University pochodzi od imion tubylczych bohaterów Deganawidy i Quetzalcoatla), gdzie został pierwszym rektorem indiańskiego pochodzenia. W 1978 roku zorganizował pierwszy indiański bieg sztafetowy o charakterze duchowym na liczącej 500 mil trasie z San Francisco do Los Angeles (który zapoczątkował późniejsze tzw. Święte Biegi oraz liczący 3600 mil tzw. Najdłuższy Marsz (ang. The Longest Walk) z wyspy Alcatraz do Waszyngtonu (który przyczynił się do porzucenia przez Kongres USA ówczesnego pakietu projektów antyindiańskich ustaw). W 1979 roku wykładał m.in. na Uniwersytecie Stanforda.
W 1984 roku, po uzyskaniu azylu wśród irokeskich Onondagów, zorganizował bieg sztafetowy z Nowego Jorku do olimpijskiego Los Angeles, tzw. Najdłuższy Bieg Jima Thorpe, by uhonorować tego wybitnego indiańskiego olimpijczyka z początków XX w. i wesprzeć (skutecznie) wieloletnie starania jego rodziny o odzyskanie medali odebranych mu po Olimpiadzie z 1912 roku z powodu niesłusznych oskarżeń o uprawianie przez Jima Thorpe sportu zawodowego.
Po oddaniu się w ręce wymiaru sprawiedliwości i odsiedzeniu 18 miesięcy więzienia pracował m.in. jako kurator ds. młodzieży w znanym z ubóstwa oraz problemów i niepokojów społecznych rezerwacie Pine Ridge w Dakocie Płd. W 1987 roku został zaproszony do udziału w ponownym pochówku szczątków 1200 Indian z Kentucky, przyczyniając się do uchwalenia nowych surowszych przepisów o ochronie tubylczych grobów w stanach Kentucky i Indiana. Przez pewien czas zajmował się zbiorem i promocją dzikiego ryżu z rodzinnego rezerwatu Leech Lake w Minnesocie oraz innymi przedsięwzięciami zmierzającymi do ochrony tubylczych tradycji i propagowania kulturowego dorobku ludów plemiennych we współczesnym świecie.
W 1988 roku w Japonii ukazała się jego autobiografia Sacred Soul (Święta dusza), uhonorowana tam Nagrodą Roku w dziedzinie literatury faktu. W tym samym roku kolejny zorganizowany przez niego Święty Bieg, po powtórzeniu trasy z 1984 roku przez Amerykę, kontynuowany był na Wyspach Japońskich. W 1990 roku jego idea wielokulturowych biegów sztafetowych o ekologiczno-pokojowym przesłaniu została przeniesiona do Europy, podczas prowadzącego m.in. przez Polskę (gdzie organizował go Polski Ruch Przyjaciół Indian) Świętego Biegu z Londynu do Moskwy. Do Polski powrócił jeszcze dwa lata później, by wziąć udział w inauguracji Pielgrzymki Pokoju z Oświęcimia do Hiroszimy a nawiązane w tym okresie kontakty z polskimi indianistami zaowocowały wyjazdami szeregu młodych Polaków na kolejne indiańskie biegi w Ameryce Północnej i na innych kontynentach.
W 1994 roku poprowadził Marsz dla Sprawiedliwości (ang. Walk For Justice) z wyspy Alcatraz do Waszyngtonu, by zwrócić uwagę na aktualne problemy tubylczych Amerykanów, a w 1996 roku zainicjował kampanię Bring Peltier Home (Sprowadźmy Peltiera do domu), mającą nagłośnić sprawę uwięzionego od wielu lat działacza AIM (a kiedyś ochroniarza Banksa) Leonarda Peltiera i doprowadzenie do jego ułaskawienia (bezskutecznie). Przez kolejne dziesięciolecia pozostawał znaną postacią w amerykańskim Kraju Indian i aktywnym (choć czasem krytykowanym np. za „gwiazdorstwo” i niejasną rolę w niektórych wydarzeniach z burzliwej przeszłości ruchu indiańskiego) liderem Ruchu Indian Amerykańskich (AIM) i założonej przez siebie Fundacji Świętych Biegów (ang. Sacred Run Foundation).
Jako aktor zagrał niewielkie, lecz znaczące role m.in. w filmach War Party (1988), Ostatni Mohikanin (ang. Last of the Mohicans, 1992), Na rozkaz serca (ang. Thunderheart, 1992) i Older then America (2008). W 1993 roku wydał kasetę z własnymi utworami oraz tradycyjnymi pieśniami Indian (dwa lata później ukazała się ona także w wersji wideo). Gościnnie wystąpił ponadto m.in. na płytach Petera Gabriela, Petera Matthiessena i Cherokee Rose. W 2004 roku w USA opublikowano jego autobiografię Ojibwa Warrior: Dennis Banks and the Rise of the American Indian Movement.
Na początku 2006 roku był organizatorem i uczestnikiem kolejnego Świętego Biegu, wiodącego ponownie z wyspy Alcatraz przez południowe stany USA do Waszyngtonu (i zakończonego w Dzień Ziemi), a w 2008 był głównym koordynatorem wielokulturowego „Najdłuższego Marszu 2” zorganizowanego w 30. rocznicę Najdłuższego Marszu z San Francisco do Waszyngtonu pod hasłami obrony świętych miejsc i praw Indian oraz ochrony zanieczyszczanej Matki Ziemi.
8 maja 2009 roku przeszedł zawał serca i został poddany operacji wszczepienia bypassów w szpitalu w Phoenix w Arizonie.
W wyborach prezydenckich w 2016 był kandydatem na wiceprezydenta z ramienia niewielkiej lewicowej Partii Pokoju i Wolności (PFP) w Kalifornii. Uczestniczył m.in. w kolejnym Najdłuższym Marszu z Kalifornii do Waszyngtonu oraz w protestach przeciwko budowie rurociągu DAPL w rejonie rezerwatu Standing Rock w Dakocie Pn.
Zmarł w szpitalu w Rochester 29 października 2017 w wyniku powikłań po operacji na otwartym sercu przebytej tydzień wcześniej.